# Blomster-Lottas trädgård

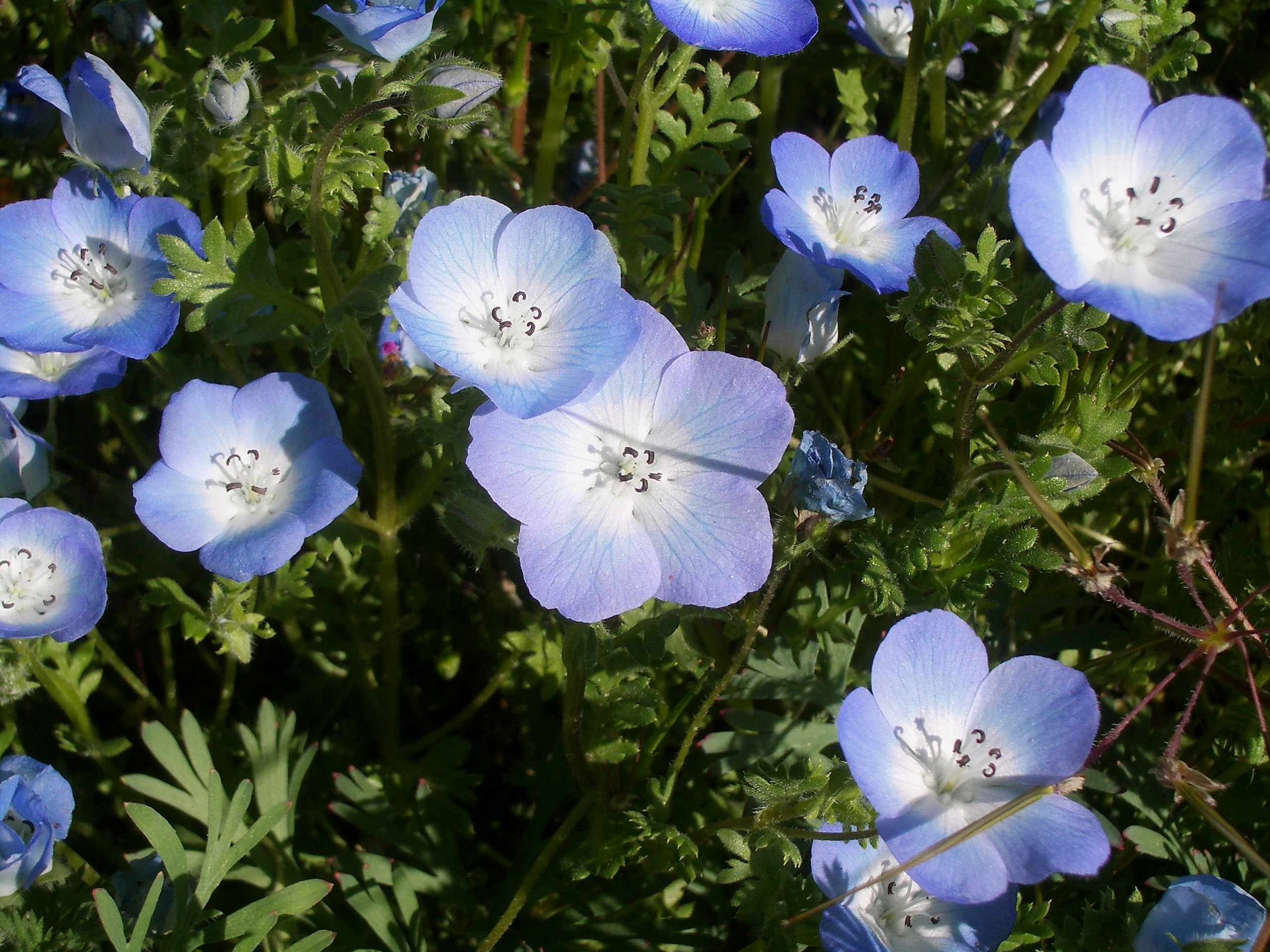
Prins gustafs öga, Charlotta Berglunds favoritblomma

Blomster-Lottas trädgård är en trädgård i Ammarnäs i Sorsele kommun.

## Allmänt
Blomster-Lottas trädgård ligger på ett fjällhemman under Näsberget vid Vindelälven och Tjulån, som tidigare brukades av Charlotta (1890-1974) och Oskar Berglund (1888-1930). Den ligger i odlingszon 8. Från 1920-talet anlade hon där en trädgård med delvis för växtzonen exotiska arter på en södersluttning, som terrasserades med skiffer från fjället. Under perioden 1945-65 ska som mest ha funnits 1 200 arter i trädgården.
Efter Charlotta Berglunds död blev trädgården betesmark för hästar och förvildades. Trädgården har renoverats och återinvigdes 2014.
I trädgården finns bland andra lärkträd, blågran, cembratall, balsampoppel, ammarnäsros, tibast, sibirisk nunneört, blåklocka, gulmåra, blåsippa. toppklocka, biskopsmössestormhatt, vippslide och plymspirea. Boningshuset har brunnit ned, men ladugården står kvar.